# NGC 6662
NGC 6662 في الفهرس العام الجديد، هي مجرة، تقع في كوكبة القيثارة. اكتشفت في 7 أغسطس 1883 بواسطة إدوارد ستيفان.

## روابط خارجية
- NGC 6662 على موقع ويكي سكاي: DSS2, SDSS, GALEX, IRAS, Hydrogen α, X-Ray, Astrophoto, Sky Map, Articles and images